# Метод Хартри — Фока — Боголюбова
Метод Хартри — Фока — Боголюбова — вариационный метод в квантовой теории многих частиц, являющийся обобщением метода Хартри — Фока, в котором учитываются волновые функции пар частиц. Активно применяется в теории атомных ядер и теории сверхпроводимости. 
Вариационный метод Хартри — Фока является одним из основных методов изучения проблемы многих тел. Он широко используется в квантовой химии, атомной и ядерной физике. Однако минимум энергии в методе Хартри — Фока находится на классе волновых функций отдельных частиц, при этом не учитывают парные и более сложные корреляции между частицами.
В 1958 году Н. Н. Боголюбов предложил новый вариационный принцип, являющийся естественным обобщением метода Хартри — Фока. В методе Боголюбова минимум энергии ищется на более широком классе функций по сравнению с методом Хартри — Фока. При этом кроме волновых функций отдельных частиц учитываются волновые функции пар частиц. Обычно этот метод называют вариационным принципом Хартри — Фока — Боголюбова.